# معالجة الإشارة

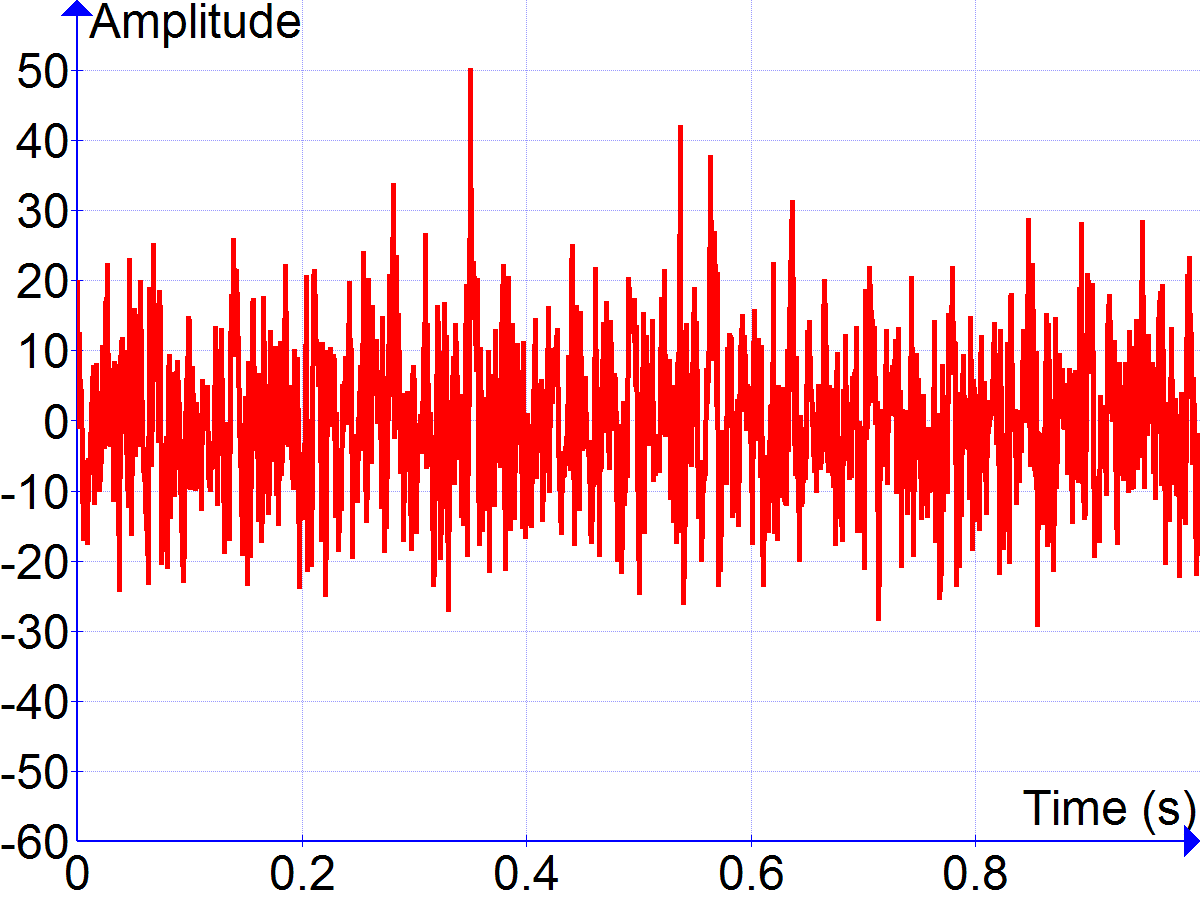

معالجة الإشارة هي أحد علوم الهندسة الكهربائية والرياضيات التطبيقية. تهتم بتحليل وتعديل الإشارات كإشارات الصوت والصورة وإشارات أجهزة الاتصالات والإشارات البيولوجية مثل:
- إشارة مستقبل جهاز واي-فاي كمثال على أنظمة الاتصال اللاسلكية.
- إشارة كهربية القلب، والتي قد يستخرج منها معلومات مهمة عن القلب.
- إشارة أمواج الدماغ، والتي قد يستخرج منها معلومات مهمة عن نشاطات الدماغ.

## تطبيقات رياضية تستعمل في معالجة الإشارة
التحليل الرياضي
المعادلات التفاضلية
الفضاءات المتجهية والجبر الخطي
الاحتمالات والعمليات العشوائية

## تصنيفات معالجة الإشارة

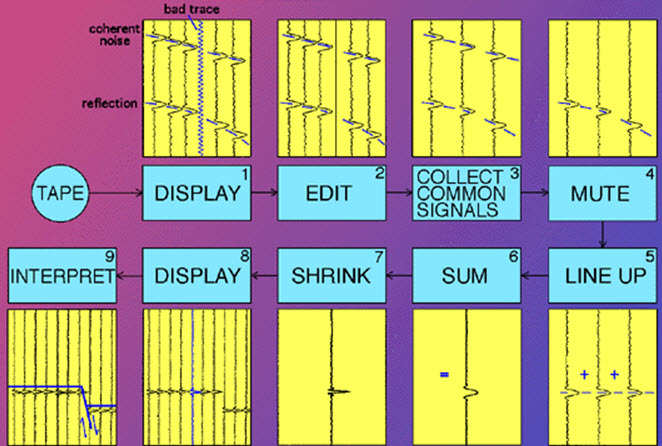
معالجة البيانات الزلزالية

### معالجة الإشارة التماثلية
لمعالجة الإشارات التي لم تتم رقمنتها، كإشارات الراديو والرادار والهاتف. تتطلب دارات إلكترونية خطّية مثل المرشحات الفعالة والمرشحات غير الفعالة، الجامعات، والمكاملات وخطوط التأخير الزمني كما تتطلب دارات إلكترونية غير خطّية مثل الضوارب التماثلية، مرشّحات متحّكم بها عن طريق الجهد، مهتزّات متحكم فيها عن طريق الجهد وحلقات الإقفال الطوري.

### معالجة الإشارات المتقطّعة زمنيّاً
ويكون للإشارات المعتانة التي تكون معرّفة في لحظات زمنيّة متقطّعة، والتقطيع يكون في الزمن فقط وليس في المطال. تعتمد دارات إلكترونية مثل دارات الاعتيان والإمساك لإعادة تركيب الإشارة.

### معالجة الإشارات الرقمية
تتم للإشارات المتقطعة زمنيّاً بعد رقمنتها، ووتم باستخدام حاسوب ذو مهام عامّة أو عبر دارات رقميّة مثل مصفوفة البوابات المبرمجة حقليّاً.

### معالجة الإشارات اللاخطّيّة
وهي الإشارات الناتجة عن أنظمة لا خطّية، والتي قد تنتج سلوكاً معقّداً بشكل كبير ولا يمكن تحليلها عبر نظام خطّي.

## تقنيات معالجة الإشارة
- تحويل فوريي السريعFFT.
- معالجة الإشارة الرقمية
- معالجة الإشارة التماثلية